# Академическая гребля на летних Олимпийских играх 1900 — четвёрки с рулевыми
Соревнования среди четвёрок с рулевыми по академической гребле среди мужчин на летних Олимпийских играх 1900 прошли 25 и 27 августа. Приняли участие 10 экипажей, по пять человек в каждом, из четырёх стран.
По правилам соревнований, только победители полуфиналов могли участвовать в финале, однако из-за разногласий трое непрошедших в завершающую стадию лодок устроили свой заплыв, который также был признан МОК вторым финалом. В результате возник уникальный случай в олимпийской истории, когда в одной дисциплине сразу две тройки призёров.
Курсивом показаны рулевые.

## Призёры
| Золото                                                                                           | Серебро                                                                                          | Бронза                                                                                 |
| Франция Анри Азубрук · Анри Бюскер · Эмиль Дельшамбр · Жан Ко · Шарло                            | Франция Эмиль Вегелен · Жорж Люмп · Шарль Перрен · Даниэль Субейран · неизвестный рулевой        | Германия Вильгельм Карстенс · Юлиус Кёрнер · Адольф Мёллер · Хуго Рюстер · Густав Мотс |
| Германия Густав Госслер · Оскар Госслер · Вальтер Катценштайн · Вальдемар Титгенс · Карл Госслер | Нидерланды Герхард Лотси · Пауль Лотси · Йоханнес Тервогт · Конрад Хибендааль · Германус Брокман | Германия Герман Вилькер · Карл Леле · Эрнст Фелле · Отто Фиккайзен · Франц Крёверат    |

## Соревнование

### Полуфинал
| Место | Страна                                                                                                   | Результат |
| ----- | --- | --------- |
| 1     | Германия Герман Вилькер, Карл Леле, Эрнст Фелле, Отто Фиккайзен, Франц Крёверат                          | 6:14,0    |
| 2     | Испания Хуан Кампс Мас, Орестес Кинтана, Рихардо Маргарит Кальвет, Хосе Формика Корси, Антонио Вела Виво | 6:38,4    |
| 3     | Франция Бисло, Деслинье, Пейрони, Саурель, неизвестный рулевой                                           | 6:40,0    |

| Место | Страна                                                                                       | Результат |
| ----- | -------------------------------------------------------------------------------------------- | --------- |
| 1     | Нидерланды Герхард Лотси, Пауль Лотси, Йоханнес Тервогт, Конрад Хибендааль, Германус Брокман | 6:02,0    |
| 2     | Франция Эмиль Вегелен, Жорж Люмп, Шарль Перрен, Даниэль Субейран, неизвестный рулевой        | 6:06,2    |
| —     | Франция Рене Валефф, Демаре, Дорлия, Коко, неизвестный рулевой                               | DNF       |

| Место | Страна                                                                                       | Результат |
| ----- | -------------------------------------------------------------------------------------------- | --------- |
| 1     | Германия Густав Госслер, Оскар Госслер, Вальтер Катценштайн, Вальдемар Титгенс, Карл Госслер | 5:56,2    |
| 2     | Франция Анри Азубрук, Анри Бюскер, Эмиль Дельшамбр, Жан Ко, Шарло                            | 5:59,0    |
| 3     | Германия Вильгельм Карстенс, Юлиус Кёрнер, Адольф Мёллер, Хуго Рюстер, Густав Мотс           | 6:03,0    |
| 4     | Франция Анго, Делябэр, Гиль, Майсон, неизвестный рулевой                                     | 6:20,0    |

### Финал A
| Место | Страна                                                                                | Результат |
| ----- | ------------------------------------------------------------------------------------- | --------- |
| 1     | Франция Анри Азубрук, Анри Бюскер, Эмиль Дельшамбр, Жан Ко, Шарло                     | 7:11,0    |
| 2     | Франция Эмиль Вегелен, Жорж Люмп, Шарль Перрен, Даниэль Субейран, неизвестный рулевой | 7:18,0    |
| 3     | Германия Вильгельм Карстенс, Юлиус Кёрнер, Адольф Мёллер, Хуго Рюстер, Макс Аммерман  | 7:18,2    |

### Финал B
| Место | Страна                                                                                       | Результат |
| ----- | -------------------------------------------------------------------------------------------- | --------- |
| 1     | Германия Густав Госслер, Оскар Госслер, Вальтер Катценштайн, Вальдемар Титгенс, Карл Госслер | 5:59,0    |
| 2     | Нидерланды Герхард Лотси, Пауль Лотси, Йоханнес Тервогт, Конрад Хибендааль, Германус Брокман | 6:03,0    |
| 3     | Германия Герман Вилькер, Карл Леле, Эрнст Фелле, Отто Фиккайзен, Франц Крёверат              | 6:05,0    |